# آب‌باریک (کهنوج)
آب‌باریک، روستایی در دهستان دهکهان بخش مرکزی شهرستان کهنوج در استان کرمان ایران است.

## جمعیت
بر پایه سرشماری عمومی نفوس و مسکن در سال ۱۳۹۵، جمعیت این روستا برابر با ۱۰۶ نفر (۳۰ خانوار) بوده‌است.